# Chirodactylus
Chirodactylus es una género de peces.

## Especies
- Chirodactylus brachydactylus (G. Cuvier, 1830)
- Chirodactylus grandis (Günther, 1860)
- Chirodactylus jessicalenorum M. M. Smith, 1980
- Chirodactylus variegatus (Valenciennes, 1833)